# Moretta (café)
A Moretta fanese (ou simplesmente Moretta; Negrita em lingua portuguesa) é um café com álcool que nasceu em Fano, Marcas, Itália. É uma bebida forte e doce, e normalmente bebe-se como digestivo ou para fortalecer-se nos dias frios.

## Preparação
A mistura alcoólica que se coloca na moretta é feita de anis, rum e brandy, normalmente em partes iguais, mas pode variar conforme o gosto de cada um. Pode-se usar também o cognac em vez do brandy.
A mistura deve ser esquentada com açúcar até que este se dissolva, e com um pedacinho de casca de limão ou de laranja. Em seguida, junta-se o café quente, se possível espresso, delicadamente e procurando que os dois líquidos não se misturem na garrafinha de vidro.
É normalmente servido em vidro, pois devem-se ver os 3 níveis da bebida: espuma, café e licor. Só quem bebe deve misturar os três líquidos com uma colherzinha.

## História
A moretta nasceu nos ambientes dos pescadores do porto de Fano, que tomavam bebidas quentes para se aquecerem. A pobreza levou-os a evitar os gastos, até utilizar o fundo das diversas garrafas de bebidas com álcool, e assim nasceu a mistura alcoólica ideal.
Nos últimos tempos a moretta virou um dos cocktails oficiais da AIBES (Associação Italiana Barman e Sostenitori).